# Aedes brelandi
Aedes brelandi är en tvåvingeart som beskrevs av Thomas J. Zavortink 1972. Aedes brelandi ingår i släktet Aedes och familjen stickmyggor.
Artens utbredningsområde är Texas. Inga underarter finns listade i Catalogue of Life.